# Lars Rüdiger
Pour les articles homonymes, voir Rüdiger.
Lars Rüdiger est un plongeur allemand né le 17 avril 1996 à Berlin. Il a remporté avec Patrick Hausding la médaille de bronze de l'épreuve de tremplin à 3 m synchronisé aux Jeux olympiques d'été de 2020 à Tokyo.